# Ilidža
 Ovo je glavno značenje pojma Ilidža. Za druga značenja pogledajte Ilidža (razdvojba).
Ilidža je općina u središnjem dijelu Bosne i Hercegovine. Samo naselje Ilidža djeluje kao glavno predgrađe Sarajeva. Ilidža je najstarije naseljeno područje Sarajeva bogato prirodnim ljepotama, s ostalim dijelovima grada povezano tramvajem i autocestom.
Općina Ilidža jedna je od devet općina Sarajevske županije. Smještena je na središnjem dijelu važnog prirodnog magistralnog pravca koji ide dolinom rijeka Bosne i Neretve, povezujući srednju Europu na sjeveru i Jadransko more na jugu. Kroz Ilidžu prolaze važne prometnice prema Jadranskom moru i Središnoj Bosni, poput željezničke pruge Sarajevo – Ploče i autoceste A1.
Ti utjecaji su kako gospodarski tako i urbani u najširem smislu (kultura, obrazovanje, zdravstvo, sport i razonoda, uprava itd.). Veze u prostoru ostvarene su preko osnovnih prometnih pravaca koji ujedno znače i urbane razvojne okosnice. Centralnu točku u kojoj se sustižu ovi razvojni pravci čini Općina Ilidža u Sarajevskom polju. Ona je dio urbane cjeline Sarajeva, ali s naglašenom morfološkom i urbanom izražajnošću i okolnostima. Prirodni resursi, drastično različiti od kotline Miljacke u kojoj se smjestilo Sarajevo, određuju tu njenu prepoznatljivu sliku. Smještena na 490 metara nadmorske visine, 12 km jugozapadno od centra Sarajeva (gdje su u najbližem susjedstvu, na udaljenosti od stotinjak metara, još od 16. stoljeća do danas, aktualne džamije, crkve i sinagoga, što se može doživjeti još samo u Jeruzalemu), Ilidža je banjsko i klimatološko lječilište, rekreacijski centar i izletište. Locirana je u podnožju planine Igman, u zelenom i vodom i šumom obilatom pejzažu.
Prije rata je ukupna površina područja Općine obuhvaćala 162 km2. Daytonskim sporazumom dio Općine pripao je Republici Srpskoj, tako da ukupna površina sada iznosi oko 149,50 km2.

## Zemljopis
Glavnina teritorija općine nalazi se u porječju rijeke Bosne, gdje se nalazi i njezin izvor. Uz rijeku Bosnu nalazi se i rijeka Željeznica koja se ulijeva u nju. Reljef područja Ilidža različitog je oblika – od tipičnog ravničarskog do brežuljkastog i krškog u području planine Igman koja ju je prirodno ograničila s jugozapadne strane, s najvišim vrhom (Crni vrh 1499 m). Upravo padine planine Igman čine prirodni amfiteatar idući od Krupca na istoku, preko Hrasnice do Blažuja i Raskršća na zapadu.

## Stanovništvo
Prema popisu stanovništva iz 2013. godine, općina Ilidža imala je 66.730 stanovnika, od toga 63.528 u samoj Ilidži, tj. dijelu naseljenog mjesta Sarajevo.
| Općina Ilidža      |                  |                  |                  |                  |
| godina popisa      | 2013.            | 1991.            | 1981.            | 1971.            |
| Bošnjaci/Muslimani | 58.120 (87,09 %) | 29.337 (43,18 %) | 18.738 (32,73 %) | 12.462 (31,58 %) |
| Srbi               | 1600 (2,39 %)    | 25.029 (36,84 %) | 22.246 (38,86 %) | 18.627 (47,21 %) |
| Hrvati             | 3030 (4,54 %)    | 6934 (10,20 %)   | 6880 (12,01 %)   | 6446 (16,33 %)   |
| Jugoslaveni        | 31 (0,04 %)      | 5181 (7,62 %)    | 7593 (13,26 %)   | 954 (2,41 %)     |
| ostali i nepoznato | 3949 (5,91 %)    | 1456 (2,14 %)    | 1786 (3,12 %)    | 963 (2,44 %)     |
| ukupno             | 66.730           | 67.937           | 57.243           | 39.452           |

| Sarajevo Dio – Ilidža |                  |                  |                  |                |
| godina popisa         | 2013.            | 1991.            | 1981.            | 1971.          |
| Bošnjaci/Muslimani    | 55.231 (86,93 %) | 27.965 (43,88 %) | 9130 (29,69 %)   | 5461 (28,44 %) |
| Srbi                  | 1523 (2,39 %)    | 22.709 (35,63 %) | 10.147 (33,00 %) | 7712 (40,16 %) |
| Hrvati                | 2911 (4,58 %)    | 6659 (10,45 %)   | 5526 (17,97 %)   | 4901 (25,52 %) |
| Jugoslaveni           | 31 (0,04 %)      | 4971 (7,80 %)    | 5057 (16,44 %)   | 594 (3,09 %)   |
| ostali i nepoznato    | 3832 (6,03 %)    | 1415 (2,22 %)    | 887 (2,88 %)     | 531 (2,76 %)   |
| ukupno                | 63.528           | 63.719           | 30.747           | 19.199         |

### Naseljena mjesta
U sastavu općine Ilidža nalazi se 12 naseljenih mjesta sa sljedećim brojem stanovnika:
- Buhotina – 85
- Jasen – 9
- Kakrinje – 411
- Kobiljača – 349
- Krupac – 13
- Rakovica – 1836
- Rudnik – 377
- Sarajevo Dio – Ilidža – 63.528
- Vela – 7
- Vlakovo – 3
- Zenik – 108
- Zoranovići – 4

Poslije potpisivanja Daytonskog sporazuma veći dio općine Ilidža ušao je u sastav Federacije Bosne i Hercegovine. U sastav Republike Srpske ušla su naseljena mjesta Gornje Mladice i Kasindo u cijelosti te dijelovi naseljenih mjesta Krupac i Sarajevo Dio – Ilidža. Od ovog područja i naseljenog mjesta Sarajevo Dio – Novi Grad Sarajevo formirana je općina Istočna Ilidža.

## Uprava
Mjesne zajednice općine su: Butmir, Donji Kotorac, Sokolović Kolonija, Hrasnica I, Hrasnica II, Ilidža Centar, Lužani, Vreoca, Vrelo Bosne, Blažuj, Rakovica, Osjek, Otes, Stup, Stup II i Stupsko Brdo.

## Povijest
Na lokaciji poljoprivredne stanice u Butmiru otkriveno je 1983. prapovijesno naselje najveće neolitsko nalazište na prostoru južnoslavenskih zemalja. Prema radikarbonskim analizama, život u ovim naseljima trajao je od 5100. do 4500. godine pr. Kr.:
- Butmir I, 5100. – 4900. pr. Kr.,
- Butmir II,  4850. – 4750. pr. Kr. (naselje u Butmiru, rezultati do 1979. godine),
- Butmir III, do 4500. pr. Kr. (rezultati iz 2002. godine).

Arheološko područje Butmir nalazi se na desnoj obali rijeke Željeznice i u relativnoj blizini izvora rijeke Bosne. Terasa uz rijeku Željeznicu bila je vrlo pogodna za nastanak kasno neolitskog naselja. U pozadini te terase pruža se ravno zemljište pogodno za poljoprivrednu djelatnost. Blizina šumovitog Igmana omogućavala je nabavu drva i lov. 
Veličina naselja iznosi oko 24 000 m2, tj.  zauzima površinu 185x130 m. U Butmiru je otkriveno oko 90 zemunica koje su grupirane u 5 skupina, a smatra se da je obuhvaćen samo dio naselja. Zemuničke jame bile su raspoređene u nekoliko skupina i kružno poredane oko slobodnih površina kao centralnih mjesta tih skupina. Stiče se dojam da su u tako grupiranim nastambama bili nastanjeni pojedini rodovi koji su zajedno živjeli unutar ovog naselja.
Naselje u Butmiru se među nabrojanim istovremenim lokalitetima ističe najvećom raznovrsnošću kamenog i kremenog materijala. Najviše su zastupljeni raznovrsni tipovi strelica, kamenih sjekira, sjekira-čekića s rupom za nasađivanje, čija je proizvodnja bila najrazvijenija baš u Butmiru, dugih retuširanih noževa i ostalih poznatih tipova alatki tog perioda. 
Keramika butmirske kulturne skupine je najraznovrsnija i najdekorativnija keramička roba u čitavoj prelaznoj zoni. U tehničkom pogledu to je najbolje izrađena keramika, a majstori su dostigli najviši umjetnički domet u njenom ukrašavanju. Osnovni oblici spiralno trakaste keramike su: loptaste vaze, loptaste vaze s visokim vratom, bikonične zdjele i šolje, vaze sa zaobljenim gornjim dijelom ili s cilindričnim vratom, kanope (kruškoliko vaze), visoke šolje ovalnog profila, vaze s više nogu, razno minijaturno posuđe, te žrtvenici s četiri noge, karakteristični samo za naselje u Butmiru.
Zadnjih nekoliko godina Arapi se u naseljavaju i sarajevsku Ilidžu, Konjic, Jablanicu, mostarsku Bunu i drugdje i istiskuju domaće hrvatsko i bošnjačko stanovništvo.

## Spomenici i znamenitosti
- Katolička crkva Uznesenja Marijina na Stupu, povijesna građevina
- Mezarje Velika drveta (Stari nišani) na Stupu, grobljanska cjelina
- Prapovijesno naselje u Butmiru, arheološko područje
- Spomenik borcima NOR-a (Spomen kosturnica u Velikom parku na Ilidži), graditeljska cjelina
- Stara željeznička stanica Ilidža, povijesna građevina
- Zildžića kuća, povijesna građevina

Navedene znamenitosti su proglašene nacionalnim spomenikom Bosne i Hercegovine.
Restaurirani Rimski most je napravljen od izvornog kamena kojim je napravljen most u rimskom periodu. U XVI stoljeću su ga napravili Turci.

## Obrazovanje

### Vrtići
- Predškolska ustanova "Sretno djetinjstvo"[6]
- Wonderland Vrtić
- Dječji vrtić ”Sveta Obitelj”[7]
- Vrtić “Amel”[8]
- Vrtić Kockica Ilidža
- Vrtić Panda Ilidža[9]
- Vrtić Mladost Butmir

### Osnovne škole
- Katolički školski centar "Sv. Josip" Sarajevo[10]
- Osnovna muzička škola Ilidža[11]
- Osnovna škola "Mehmed Handžić"[12]
- Prva osnovna škola[13]
- Druga osnovna škola[14]
- „Treća osnovna škola“ Ilidža[15]
- „Četvrta osnovna škola“ Hrasnica[16]
- “Peta osnovna škola” Ilidža[17]
- "Šesta osnovna škola" Ilidža[18]
- "Sedma osnovna škola" Ilidža-Blažuj[19]
- Osma osnovna škola "Amer Ćenanović"[20]
- „Deveta osnovna škola" Rakovica[21]
- "Deseta osnovna škola" Ilidža[22]

### Srednje škole
- Srednja tehnička škola grafičkih tehnologija, dizajna i multimedije Ilidža[23]
- Četvrta gimnazija Ilidža[24]

### Sveučilišta
- Međunarodno sveučilište u Sarajevu

## Kultura
Na Ilidži je 2005. nastao rock-sastav ProRocks, jedan od najzastupljenijih sarajevskih rock sastava na klupskoj sceni.